# Rafael Albrecht
Pour les articles homonymes, voir Albrecht.
José Rafael Albrecht (né le 23 août 1941 à San Miguel de Tucumán en Argentine et mort le 3 mai 2021) est un footballeur international argentin, qui évoluait au poste de défenseur.

## Biographie

### Carrière en sélection
Avec l'équipe d'Argentine, il dispute 39 matchs (pour 3 buts inscrits) entre 1961 et 1969. Il figure notamment dans le groupe des sélectionnés lors des Copa América de 1963 et de 1967.
Il dispute également les coupes du monde de 1962 et 1966.

## Palmarès
| San Lorenzo de Almagro - Championnat d'Argentine (1) : - Champion : 1968 (Metropolitano). |  | FC León - Coupe du Mexique (2) : - Vainqueur : 1970-71 et 1971-72. - Supercoupe du Mexique (2) : - Vainqueur : 1970-71 et 1971-72. |